# Конотоп (Хмельницкая область)
Коното́п (укр. Конотоп, [kon̪oˈt̪ɔp], произношениео файле) — село в Шепетовском районе Хмельницкой области Украины.
Население по переписи 2001 года составляло 183 человека. Почтовый индекс — 30416. Телефонный код — 3840. Занимает площадь 75 км². Код КОАТУУ — 6825584602.

## Местный совет
30416, Хмельницкая обл., Шепетовский р-н, с. Михайлючка, ул. Ленина, 44